# Phyllachora leucospila
Phyllachora leucospila är en svampart. Phyllachora leucospila ingår i släktet Phyllachora och familjen Phyllachoraceae.

## Underarter
Arten delas in i följande underarter:
- destituta
- leucospila